# 암펠로사우루스
암펠로사우루스(Ampelosaurus)는 중생대 백악기 후기(약 8,500만년 전~7,400만년 전), 오늘날 유럽대륙에서 서식한 4족보행의 대형 초식공룡이다. '용반류'-'용각아목'-'암펠로사우루스과'에 속한다. 학명은 그리스어 "ampelos"(영어:vine)와 "sauros "(영어:lizard)가 합쳐져 만들어졌고, "포도나무 도마뱀"이라는 의미를 갖는다. 전신은 잘 발달된 갑옷으로 둘러싸여 있고, 폭이 넓다. 목부터 꼬리부분에 걸쳐 가시모양의 돌기가 솟아 있다. 꼬리는 목보다 길다. 화석은 프랑스와 스페인 등에서 발견되었다. 전체 몸 길이는 약 15~16m, 체중은 8t정도 되었을 것으로 추정된다.